# Nqosa Mahao
Nqosa Leuta Mahao [nˈǃˀosɑ lɪˈutɑ mɑˈhɑʊ] (* 21. Mai 1957) ist ein lesothischer Politiker und ehemaliger Hochschullehrer. Von 2015 bis 2019 war er Vice Chancellor der National University of Lesotho (NUL). Seit 2019 ist er stellvertretender Vorsitzender der regierenden All Basotho Convention (ABC). 2020 wurde er Minister of Justice, Law, Constitutional Affairs and Human Rights (etwa: „Minister für das Gerichtswesen, Rechtswesen, Verfassungsfragen und Menschenrechte“) im Kabinett Majoro.

## Leben
Mahao wurde als eines von sieben Kindern – fünf Jungen und zwei Mädchen – geboren und wuchs in einem Dorf auf. Sein Vater arbeitete als Hausangestellter und war sozialistisch eingestellt.
Anfang der 1980er Jahre studierte er an der NUL Rechtswissenschaften und erwarb einen Bachelor of Arts (Law) und einen Bachelor of Law. Er leitete das Committee for Actions and Solidarity for Southern African Students (CASSAS) und führte für den in Südafrika verbotenen African National Congress konspirative Fahrten nach Maputo, Harare und Lusaka durch. 1988 erwarb er einen Master of Law an der University of Edinburgh. In den 1990er Jahren trat er der damals linksgerichteten Popular Front for Democracy (PFD) bei. 1996 wurde er Leiter des Department of Public Law an der NUL. Er wurde im Jahr 1999 an der University of the Western Cape mit der Arbeit Constitutionalism and Political Power: A Study of the Problem of Good Governance als erster Mosotho in Rechtswissenschaften promoviert.
1999 bis 2001 war an der NUL Dekan der Faculty of Law, 2000 auch Pro-Vice Chancellor. 2001 nahm er einen Ruf als Dekan am Campus Mafikeng der North-West University an. 2004 bis 2005 erwarb er ein Postgraduierten-Diplom in Conciliation and Arbitration (etwa: „Mediation und Schlichtung“), ein von der International Labour Organization (ILO) und der Schweizer Regierung finanziertes Programm. Anschließend wirkte er an der University of South Africa wiederum als Dekan der Fakultät für Rechtswissenschaften.
Von Februar 2012 bis November 2013 war Mahao Dekan für Commerce, Law and Management an der University of the Witwatersrand. 2014 verließ er die PFD nach deren Rechtsruck. Ende 2014 erhielt er das Amt des Vizekanzlers der NUL, das zuvor Mafa Sejanamane kommissarisch innegehabt hatte.
2015 wurde sein jüngerer Bruder, der ehemalige Kommandeur der Lesotho Defence Force Maaparankoe Mahao, von Soldaten erschossen. Der Fall löste zahlreiche Verwicklungen aus und wurde von der Phumaphi-Kommission untersucht. Nqosa Mahao setzte sich für eine lückenlose Aufklärung ein.
Im Februar 2019 wurde er in einer Kampfabstimmung gegen den Willen des ABC-Parteivorsitzenden und Premierministers Thomas Thabane zu dessen Stellvertreter gewählt. Mahao kritisiert vor allem die Einmischung der Frau Thabanes, Liabiloe Thabane, in die Regierungsgeschäfte. Thabane wollte ihn und die übrigen gewählten Vorstandsmitglieder seiner Faktion daraufhin aus der Partei ausschließen; vor Gericht konnten sie aber ihren Anspruch auf das Amt durchsetzen. Anfang Juli 2019 schlossen sie ihrerseits Thabane für sechs Jahre aus der ABC aus. Mahao und seiner Faktion wurde aber im Juli 2019 gerichtlich untersagt, Veranstaltungen im Namen der ABC abzuhalten. Im Dezember urteilte das Gericht jedoch, dass Mahaos Wahl zum stellvertretenden Vorsitzenden rechtmäßig erfolgte. Seit Juni 2019 liegt ein Antrag des Mahao-Flügels und von Oppositionsparteien auf ein Misstrauensvotum gegen Thabane vor; es wurde aber bis Mai 2020 nicht zur Abstimmung zugelassen. Im Mai 2020 wurde Thabane aber durch Moeketsi Majoro ersetzt, und Mahao Minister in dessen Kabinett.
Mahao ist mit der Sozialwissenschaftlerin Pumela Mahao, geborene Xundu, verheiratet, mit der er einen Sohn hat.